# جان رتکلیف
جان لی رَتکلیف (به انگلیسی: John Lee Ratcliffe) (زاده ۲۰ اکتبر ۱۹۶۵)، چهره‌ای جنجالی در سپهر سیاسی ایالات متحده و وکیل دادگستری است که در اولین دوره ریاست‌جمهوری دونالد ترامپ، از سال 2020 تا 2021 سمت حساس اداره‌کننده اطلاعات ملی ایالات متحده آمریکا را بر عهده داشت. وی پیش از رسیدن به این مقام ارشد، از سال 2015 تا 2020 به عنوان نمایندۀ حوزه انتخابیه چهارم تگزاس عضو مجلس نمایندگان ایالات متحده آمریکا بود. رتکلیف در دوران نمایندگی‌اش در کنگره، به عنوان یکی از محافظه‌کارترین و راست‌گراترین اعضا شناخته می‌شد و به دلیل مواضع سیاسی تند و تیزش، همواره مورد توجه رسانه‌ها و محافل سیاسی بود. او علاوه بر فعالیت در کنگره، سابقه فعالیت در سایر سمت‌های سیاسی و حقوقی را نیز در کارنامه خود دارد. رتکلیف از سال 2004 تا 2012 به عنوان شهردار شهر کوچک هیت در ایالت تگزاس فعالیت می‌کرد و از مه 2007 تا آوریل 2008 نیز به عنوان دادستان موقت ایالات متحده آمریکا برای ناحیه شرقی تگزاس منصوب شده بود.
دونالد ترامپ، رئیس جمهور وقت ایالات متحده آمریکا، در 28 ژوئیه 2019 طی بیانیه‌ای رسمی اعلام کرد که قصد دارد جان رتکلیف را به عنوان جایگزین دن کوتس در سمت اداره‌کننده اطلاعات ملی معرفی کند. این تصمیم ترامپ با واکنش‌های متفاوتی از سوی سیاستمداران، رسانه‌ها و افکار عمومی مواجه شد. برخی از سناتورهای جمهوری‌خواه که تا آن زمان از حامیان ترامپ محسوب می‌شدند، نگرانی خود را از این انتصاب ابراز کردند. آن‌ها بر این باور بودند که رتکلیف با توجه به گرایش‌های سیاسی تند خود، ممکن است در این سمت حساس به جای حفظ بی‌طرفی و استقلال عمل، به دنبال پیشبرد اهداف سیاسی حزب جمهوری‌خواه و دونالد ترامپ باشد. برخی از مقامات اطلاعاتی سابق نیز با انتقاد از این تصمیم، اعلام کردند که رتکلیف با سیاسی کردن اطلاعات و تحت‌الشعاع قرار دادن ملاحظات حزبی و جناحی، می‌تواند به امنیت ملی ایالات متحده آسیب جدی وارد کند. همچنین، برخی از رسانه‌ها با افشاگری در مورد بزرگ‌نمایی‌های رتکلیف در خصوص تجربیات دادستانی خود در پرونده‌های تروریسم و مهاجرت، اعتبار و صلاحیت او را برای تصدی این سمت زیر سوال بردند. در نهایت، رتکلیف به دلیل فشارهای سیاسی و رسانه‌ای چاره ای جز کناره‌گیری از نامزدی برای این سمت ندید.
با این حال، ترامپ که به شدت به رتکلیف و وفاداری او اعتماد داشت، از حمایت او دست برنداشت و در 28 فوریه 2020 در تصمیمی غیرمنتظره اعلام کرد که مجدداً او را برای سمت اداره‌کنندۀ اطلاعات ملی نامزد خواهد کرد. این بار، رتکلیف با حمایت قاطع ترامپ و جمهوری‌خواهان و با وجود مخالفت‌ها و نگرانی‌های دموکرات‌ها و برخی از مقامات اطلاعاتی، توانست رأی اعتماد مجلس سنای ایالات متحده آمریکا را به دست آورد و پس از استعفا از مجلس نمایندگان، در 26 مه به طور رسمی به عنوان اداره‌کنندۀ اطلاعات ملی سوگند یاد کرد. در جلسه استماع تأیید صلاحیت او در سنا، نگرانی‌هایی مبنی بر سیاسی کردن این سمت توسط رتکلیف مطرح شد، اما او با قاطعیت متعهد شد که غیرسیاسی عمل کرده و به طور مستقل و بی‌طرفانه وظایف خود را انجام دهد. با این وجود، عملکرد رتکلیف در دوران تصدی این سمت نشان داد که نگرانی‌ها و انتقادات بی‌مورد نبوده‌اند. او بارها به استفاده از این مقام برای کسب امتیاز سیاسی برای ترامپ و جمهوری‌خواهان متهم شد و در برخی موارد ادعاهایی را مطرح کرد که با ارزیابی‌های جامعه اطلاعاتی در تضاد بود. همچنین، رتکلیف برخی از مقامات با سابقه و کارکشته در جامعه اطلاعاتی را که با دیدگاه‌های او همسو نبودند، به حاشیه راند و از تصمیم‌گیری‌ها کنار گذاشت.
در 12 نوامبر 2024، پس از پیروزی دونالد ترامپ در انتخابات ریاست‌جمهوری ایالات متحده آمریکا (۲۰۲۴)، او طی سخنرانی در جمع هوادارانش اعلام کرد که قصد دارد جان رتکلیف را به عنوان اداره‌کننده سیا منصوب کند.

## دوران کودکی و تحصیلات
جان رتکلیف در 20 اکتبر 1965 در شهر کوچک مونت‌پراسپکت در ایالت ایلینوی، در شمال غربی شیکاگو چشم به جهان گشود. او کوچکترین فرزند در خانواده‌ای شش نفره بود و هر دو والدینش در حرفه معلمی اشتغال داشتند. رتکلیف دوران دبیرستان خود را در مدرسه کاربوندیل در شهر کاربوندیل در ایالت ایلینوی به پایان رساند و سپس برای ادامه تحصیل به دانشگاه نوتردام رفت. او در سال 1987 با مدرک کارشناسی در رشتۀ دولت و مطالعات بین‌الملل از این دانشگاه فارغ‌التحصیل شد و سپس برای تحصیل در رشته حقوق به دانشکده حقوق دانشگاه متدیست جنوبی (که اکنون به نام دانشکده حقوق ددمن شناخته می‌شود) رفت. رتکلیف در سال 1989 با مدرک دکترای حقوق از این دانشکده فارغ‌التحصیل شد.

## پیشینۀ شغلی و سیاسی

### وکیل دادگستری
پس  از  فارغ‌التحصیلی  از  دانشکده  حقوق،  رتکلیف  به  عنوان  وکیل  دادگستری  در  بخش  خصوصی  مشغول  به  کار  شد  و  در  این  دوران  به  وکالت  در  پرونده‌های  مختلف  پرداخت.

### شهردار هیت
رتکلیف در چهار دوره متوالی دو ساله به عنوان شهردار شهر هیت در ایالت تگزاس انتخاب شد. هیت شهری کوچک با حدود 7000 نفر جمعیت است که در 25 مایلی شرق مرکز شهر دالاس واقع شده است. رتکلیف از ژوئن 2004 تا مه 2012 به عنوان شهردار این شهر فعالیت کرد.

### ناحیه شرقی تگزاس
در سال 2004، جرج دابلیو. بوش، رئیس جمهور وقت ایالات متحده آمریکا، رتکلیف را به سمت رئیس بخش مبارزه با تروریسم و امنیت ملی برای ناحیه شرقی تگزاس در وزارت دادگستری ایالات متحده آمریکا منصوب کرد. در مه 2007، رتکلیف به عنوان دادستان موقت ایالات متحده برای این ناحیه معرفی شد. پس از آنکه ربکا گرگوری در آوریل 2008 توسط سنا به عنوان دادستان دائم این ناحیه تأیید شد، رتکلیف به وکالت در بخش خصوصی بازگشت.
در وب‌سایت رسمی مبارزات انتخاباتی رتکلیف ادعا شده بود که او به عنوان دادستان فدرال، «شخصاً ده‌ها تحقیق و پرونده مربوط به تروریسم بین‌المللی و داخلی را که شامل برخی از حساس‌ترین مسائل امنیتی کشور بود، مدیریت کرده است» و «تروریست‌ها را به زندان انداخته است». با این حال، هیچ گونه مدرک و شواهدی مبنی بر اینکه رتکلیف تا به حال پرونده تروریستی را مورد رسیدگی قرار داده باشد، وجود ندارد.
رتکلیف همچنین در مورد نقش خود در پروندۀ مربوط به تامین مالی تروریسم که با عنوان «ایالات متحده علیه بنیاد سرزمین مقدس» شناخته می‌شود، بزرگنمایی کرده و ادعا کرده بود که «افرادی در حال حاضر در زندان هستند زیرا من آن‌ها را به دلیل انتقال پول به گروه‌های تروریستی تحت پیگرد قانونی قرار دادم». شبکه خبری ای‌بی‌سی در گزارشی اعلام کرد که هیچ گونه مدرکی در سوابق دادگاه عمومی مبنی بر مشارکت رتکلیف در این پرونده وجود ندارد و مقامات و وکلای سابق درگیر در این پرونده نیز به خاطر ندارند که رتکلیف در این پرونده نقشی داشته باشد.
همچنین، در بیوگرافی رسمی رتکلیف در مجلس نمایندگان آمده است که او در دوران فعالیت به عنوان دادستان برای ناحیه شرقی تگزاس، «300 بیگانه غیرقانونی را در یک روز دستگیر کرده است». روزنامه واشنگتن پست در گزارشی در مورد بزرگنمایی‌های رتکلیف در سوابق خود اشاره کرد که رتکلیف تنها نقش حمایتی در تلاش برای دستگیری مهاجران غیرقانونی داشته است و دفتر او تنها 45 نفر را به ظن مهاجرت غیرقانونی دستگیر کرده است (از جمله دو نفری که معلوم شد شهروند آمریکایی هستند). مقامات درگیر در این موضوع نیز تأیید کردند که رتکلیف نقش محوری در این عملیات نداشته است.

### سال‌های 2009 تا 2014
در سال 2009، رتکلیف به عنوان شریک جان اشکرافت، وزیر دادگستری سابق ایالات متحده، در «شرکت حقوقی اشکرافت، ساتن، رتکلیف» همکاری خود را آغاز کرد. این شرکت حقوقی معتبر در زمینه‌های مختلفی مانند دعاوی مدنی، حقوق شرکت‌ها، و دعاوی کیفری فعالیت می‌کرد و رتکلیف با توجه به تجربه و دانش حقوقی خود، نقش مهمی در این شرکت ایفا می‌کرد.
در سال 2012، رتکلیف به تیم انتقال قدرت میت رامنی، نامزد جمهوری‌خواه در انتخابات ریاست‌جمهوری ایالات متحده آمریکا (۲۰۱۲)، پیوست. این تیم که پیش از برگزاری انتخابات تشکیل شده بود، وظیفه بررسی و ارزیابی افراد مناسب برای تصدی سمت‌های مختلف در دولت احتمالی رامنی را بر عهده داشت.

## دوران حضور در مجلس نمایندگان

### کمپین‌های انتخاباتی

#### انتخابات 2014
در اواخر سال 2013، رتکلیف اعلام کرد که در انتخابات مقدماتی حزب جمهوری‌خواه برای کسب کرسی نمایندگی حوزه انتخابیه چهارم تگزاس در مجلس نمایندگان ایالات متحده آمریکا شرکت خواهد کرد. رقیب اصلی او در این انتخابات، رالف هال، نماینده وقت این حوزه انتخابیه بود که به مدت 17 دوره متوالی در این سمت فعالیت می‌کرد. هال در آن زمان 91 سال سن داشت و مسن‌ترین عضو کنگره و مسن‌ترین فردی بود که تا به حال در مجلس نمایندگان ایالات متحده آمریکا خدمت کرده بود. روزنامه دالاس مورنینگ نیوز در گزارشی اعلام کرد که رتکلیف «جدی‌ترین چالش سیاسی هال در سال‌های اخیر» است. از آنجا که هیچ نامزد دموکراتی در این انتخابات شرکت نکرد، پیروزی در انتخابات مقدماتی حزب جمهوری‌خواه به معنای پیروزی قطعی در انتخابات نهایی در ماه نوامبر بود.
در جریان مبارزات انتخاباتی مقدماتی، هال به طور فزاینده‌ای آسیب‌پذیر به نظر می‌رسید و در نتیجه رتکلیف موفق به کسب حمایت روزنامه دالاس مورنینگ نیوز شد. این روزنامه با وجود قدردانی از سابقه طولانی خدمت عمومی هال، از «اعتبار و صلاحیت چشمگیر» رتکلیف و نیاز به «ایده‌های جدید و انرژی تازه» در کنگره سخن گفت.
در انتخابات مقدماتی که در 4 مارس برگزار شد، رتکلیف با 29 درصد آرا پس از هال که 45 درصد آرا را به دست آورده بود، در مقام دوم قرار گرفت. از آنجا که هال نتوانست اکثریت آرا را کسب کند، برگزاری دور دوم انتخابات الزامی شد. در دور دوم انتخابات که در 27 مه برگزار شد، رتکلیف موفق به کسب حمایت گروه‌های مختلفی مانند جنبش تی پارتی، صندوق سناتورهای محافظه‌کار و باشگاه رشد شد. در مقابل، هال از حمایت صندوق پیروزی سیاسی انجمن ملی سلاح، ران پال نماینده سابق کنگره، میشل باکمن نماینده سابق کنگره و مایک هاکبی فرماندار سابق آرکانزاس برخوردار بود. رتکلیف در نهایت با کسب 53 درصد آرا در این انتخابات پیروز شد و برای اولین بار در بیست سال گذشته، یک نماینده جمهوری‌خواه در تگزاس در انتخابات مقدماتی شکست خورد. رتکلیف یکی از چهار نامزدی بود که در انتخابات مقدماتی سال 2014 موفق به شکست نماینده وقت در مجلس نمایندگان ایالات متحده آمریکا شدند.
در انتخابات نهایی که در نوامبر 2014 برگزار شد، رتکلیف بدون رقیب بود و به راحتی به پیروزی رسید. حوزه انتخابیه چهارم تگزاس با شاخص رأی‌دهی حزبی کوک برابر با 25+ جمهوری‌خواه، پنجمین حوزه انتخابیه جمهوری‌خواه در تگزاس و سیزدهمین حوزه انتخابیه جمهوری‌خواه در سطح کشور است.

#### انتخابات 2016
در 1 مارس 2016، رتکلیف به راحتی دو رقیب خود را در انتخابات مقدماتی حزب جمهوری‌خواه شکست داد و با کسب 68 درصد آرا، با اختلاف 47 درصدی نسبت به رقیب دوم خود، به پیروزی قاطعی دست یافت. در این دوره نیز هیچ نامزد دموکراتی برای شرکت در انتخابات نهایی در ماه نوامبر ثبت نام نکرد. در انتخابات نهایی، رتکلیف با کسب 88 درصد آرا بر نامزد حزب سوم پیروز شد و بار دیگر به عنوان نماینده حوزه انتخابیه چهارم تگزاس در مجلس نمایندگان ایالات متحده آمریکا انتخاب شد.

#### انتخابات 2018
در 6 نوامبر 2018، رتکلیف با کسب قریب به 76 درصد آرا در انتخابات مجدداً پیروز شد و برای سومین دوره متوالی به عنوان نماینده حوزه انتخابیه چهارم تگزاس در مجلس نمایندگان ایالات متحده آمریکا انتخاب شد. او در این انتخابات بر کاترین کرانتز، نامزد حزب دموکرات، و کن اشبی، نامزد حزب لیبرتارین، غلبه کرد.

### دوران نمایندگی
هنگامی که رتکلیف در 3 ژانویه 2015 به طور رسمی به عنوان نماینده حوزه انتخابیه چهارم تگزاس در مجلس نمایندگان ایالات متحده آمریکا سوگند یاد کرد، پنجمین فردی بود که از زمان ایجاد این حوزه انتخابیه در سال 1903 نمایندگی آن را بر عهده می‌گرفت. به جز یکی از اسلاف او، تمامی نمایندگان قبلی این حوزه انتخابیه حداقل به مدت 25 سال در این سمت فعالیت کرده بودند.
روزنامه دالاس مورنینگ نیوز در آوریل 2016 در گزارشی اعلام کرد که «دوره اول نمایندگی رتکلیف در واشنگتن نشان می‌دهد که قانونگذاران تازه‌کار نیز می‌توانند در کنگره نقش مهم و تأثیرگذاری داشته باشند».
در جلسه استماع کمیته قضایی مجلس نمایندگان ایالات متحده آمریکا در سپتامبر 2016، رتکلیف از جیمز کومی، مدیر وقت اف‌بی‌آی، سوال کرد که آیا تصمیم اف‌بی‌آی مبنی بر طرح نکردن اتهامات کیفری علیه هیلاری کلینتون در ارتباط با جنجال ایمیل‌ها، قبل از مصاحبه کلینتون با بازرسان گرفته شده است یا بعد از آن. کومی در پاسخ گفت که تصمیم نهایی پس از مصاحبه‌ها گرفته شده است. رتکلیف پس از این پاسخ، به طور تلویحی اف‌بی‌آی را به «تعیین پیشاپیش نتیجه» تحقیقات متهم کرد.
رتکلیف عضو کمیته مطالعات جمهوری‌خواهان و گروه نمایندگان نسل بعدی 9-1-1 کنگره بود. در اواخر سال 2018، گزارش شد که دولت ترامپ رتکلیف را برای سمت وزیر دادگستری در نظر گرفته است.
در مارس 2019، رتکلیف در توییتی ادعا کرد که لیزا پیج، وکیل سابق اف‌بی‌آی، ضمن سوگند خوردن نزد او تأیید کرده است که وزارت دادگستری دولت اوباما به اف‌بی‌آی دستور داده است که اتهامات سهل‌انگاری فاحش علیه هیلاری کلینتون در مورد نحوه نگهداری و استفاده از اطلاعات محرمانه را کنار بگذارد. با این حال، گزارش بازرس کل وزارت دادگستری در ژوئن 2018 در این مورد بیان کرد که تحلیل وزارت دادگستری از قانون مربوطه نشان می‌دهد که شواهد اف‌بی‌آی برای چنین اتهاماتی ناکافی بوده و این تفسیر با «پرونده‌های قبلی رسیدگی شده توسط رؤسای مختلف، از جمله تصمیم سال 2008 مبنی بر عدم تعقیب آلبرتو گونزالس، وزیر دادگستری سابق، به دلیل سوء استفاده از اسناد محرمانه، مطابقت دارد». تحلیلگران همچنین اشاره کردند که اف‌بی‌آی افراد را متهم نمی‌کند، بلکه وزارت دادگستری این کار را انجام می‌دهد، همان‌طور که پیج بعداً در شهادت خود برای رتکلیف توضیح داد، اما رتکلیف در توییت خود به این موضوع اشاره نکرد. شبکه فاکس نیوز به طور گسترده گزارش رتکلیف از این موضوع را پوشش داد و ترامپ نیز دقایقی بعد در مورد آن توییت کرد.

### فعالیت در کمیته‌‌ها
در طول صد و چهاردهمین کنگره ایالات متحده آمریکا (2015-2017)، رتکلیف در کمیته‌های قضایی و امنیت داخلی عضویت داشت و ریاست زیرکمیته امنیت سایبری، حفاظت از زیرساخت‌ها و فناوری‌های امنیتی در زیرکمیته امنیت داخلی مجلس نمایندگان را بر عهده داشت. در طول صد و پانزدهمین کنگره ایالات متحده آمریکا (2017-2019)، رتکلیف عضو کمیته‌های اخلاق، قضایی و امنیت داخلی بود. در کمیته امنیت داخلی، او عضو زیرکمیته نظارت و کارایی مدیریت بود و ریاست زیرکمیته امنیت سایبری و حفاظت از زیرساخت‌ها را بر عهده داشت. در کمیته قضایی، او عضو زیرکمیته جرم، تروریسم، امنیت داخلی و تحقیقات و نایب رئیس زیرکمیته اصلاحات نظارتی، تجاری و قانون ضد تراست بود.
در طول صد و شانزدهمین کنگره ایالات متحده آمریکا (2019 - 2021)، رتکلیف در کمیته‌های اخلاق، قضایی و اطلاعات عضویت داشت. در کمیته قضایی، رتکلیف عضو ارشد زیرکمیته جرم، تروریسم و امنیت داخلی و عضو زیرکمیته دادگاه‌ها، مالکیت معنوی و اینترنت بود. در کمیته اطلاعات، رتکلیف عضو زیرکمیته فناوری‌های استراتژیک و تحقیقات پیشرفته و زیرکمیته آمادگی اطلاعات و نوسازی بود.

### انتصاب در تیم حقوقی ترامپ برای پاسخگویی در جلسۀاستیضاح
در 20 ژانویه 2020، پیش از محاکمه استیضاح در سنا، دولت ترامپ رتکلیف را به عنوان یکی از اعضای کنگره در تیم استیضاح خود منصوب کرد. پس از اعلام این انتصاب، رتکلیف گفت: «من سوگند یاد کرده‌ام که از قانون اساسی دفاع کنم. این استیضاح حمله‌ای به روند قانونی است. حمله‌ای به تفکیک قواست. این استیضاح غیرقانونی است. من از فرصتی که برای روشن کردن این موضوع برای همه آمریکایی‌ها در طول محاکمه سنا به من داده شده سپاسگزارم». رتکلیف چندین هفته قبل از محاکمه سنا با کاخ سفید همکاری کرد تا استدلال‌های شفاهی و لایحه‌های قانونی را آماده کند. او بر اساس پیشینه حقوقی و کارایی‌اش در طول جلسات استیضاح در کمیته‌های اطلاعات و قضایی مجلس نمایندگان برای این مقام انتخاب شد.

## اداره‌کننده اطلاعات ملی

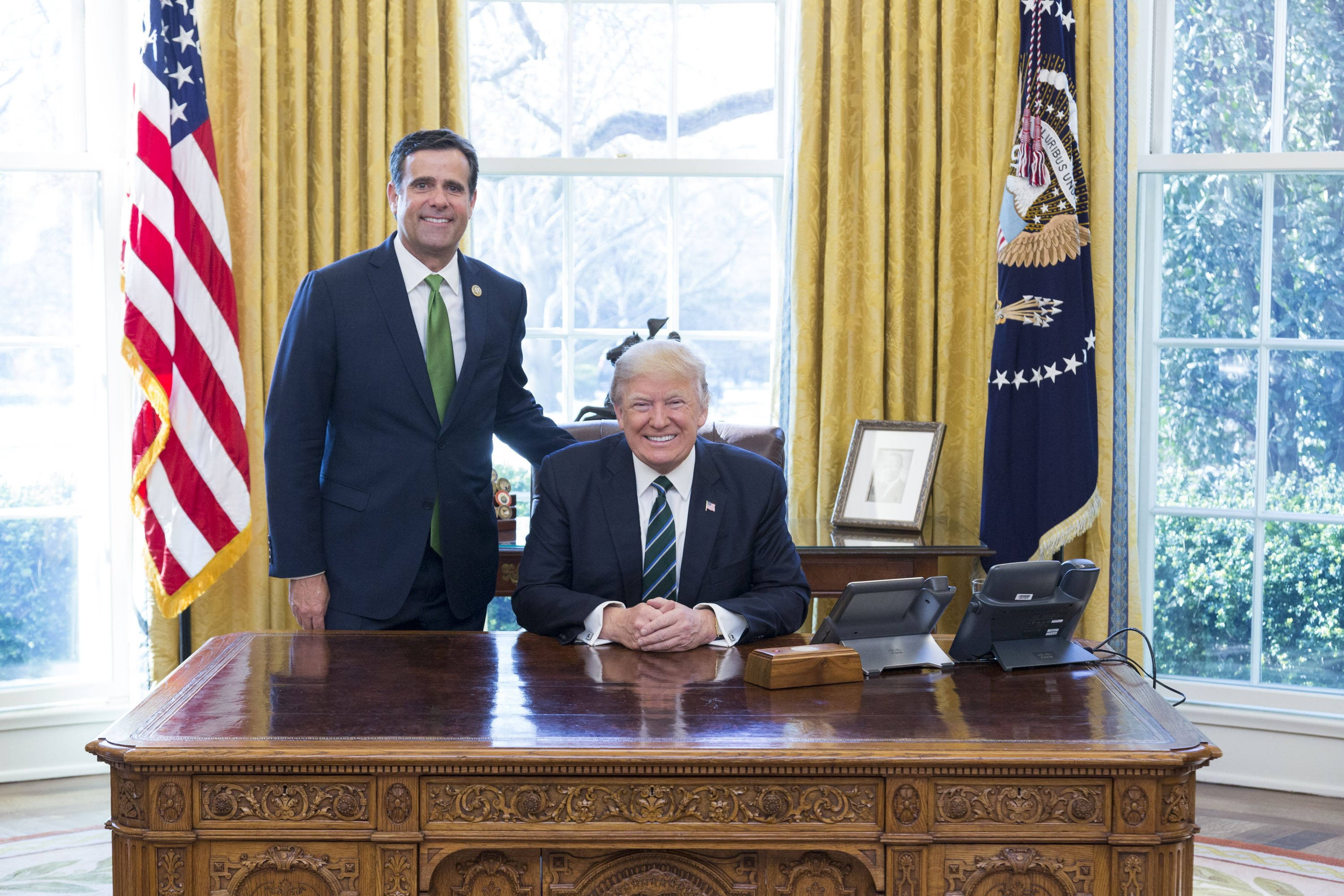
جان رتکلیف و دونالد ترامپ

### نامزدی
دونالد ترامپ، رئیس جمهور وقت ایالات متحده آمریکا، در 28 ژوئیه 2019 اعلام کرد که قصد دارد رتکلیف را به عنوان جایگزین دن کوتس برای سمت اداره‌کنندۀ اطلاعات ملی نامزد کند. ترامپ ابراز اطمینان کرد که رتکلیف می‌تواند آژانس‌های اطلاعاتی را که به گفته او «از کنترل خارج شده‌اند» مهار کند. این در حالی بود که رتکلیف تجربه کمی در زمینه امنیت ملی یا اطلاعات ملی داشت و گزارش شده بود که در مقام نماینده کنگره، مشارکت کمی در این موضوعات داشته است. لذا، تصمیم ترامپ برای نامزدی رتکلیف زمانی بحث‌برانگیز شد که مشخص شد او در مورد نقش خود در تعقیب پرونده‌های تروریسم و مهاجرت بزرگنمایی کرده است.
رتکلیف با متهم کردن اف‌بی‌آی و تحقیقات مشاور ویژه به سوگیری علیه ترامپ از آن‌ها انتقاد کرد. رتکلیف همچنین ادعا کرد که دخالت روسیه ممکن است به هیلاری کلینتون، رقیب ترامپ در سال 2016، بیشتر از ترامپ کمک کرده باشد. آژانس‌های اطلاعاتی آمریکا، کمیته اطلاعات سنا و رابرت مولر تأکید کرده‌ بودند که روسیه برای کمک به ترامپ در انتخابات ریاست‌جمهوری ایالات متحده آمریکا (۲۰۱۶) دخالت کرده است. یک هفته قبل از اعلام ترامپ، رتکلیف استدلال کرده بود که تحقیقات مشاور ویژه، ترامپ را «مورد ظلم قانونی» قرار داده است زیرا از تبرئه او خودداری کرده است. بعداً، رتکلیف در فاکس نیوز ادعا کرد که گزارش تحقیقات مشاور ویژه توسط رابرت مولر، مشاور ویژه، نوشته نشده است، بلکه توسط «تیم حقوقی دُفاکتوی هیلاری کلینتون» نوشته شده است.
دموکرات‌ها رتکلیف را برای خدمت در چنین نقشی که از نظر تاریخی نسبتاً غیرحزبی تلقی می‌شود، فاقد صلاحیت و بیش از حد حزبی دانستند. برخی از جمهوری‌خواهان نیز در خلوت و به طور خصوصی نارضایتی خود را از انتخاب او و نگرانی‌هایشان در مورد توانایی او برای تأیید شدن ابراز کردند. با این حال، ریچارد بر، رئیس کمیته اطلاعات سنا، و سناتور جان کورنین نسبت به صلاحیت داشتن او ابراز اطمینان کردند. سناتورهای دموکرات، از جمله چاک شومر، رهبر اقلیت سنا، و ران وایدن، عضو کمیته اطلاعات، گفتند که تنها صلاحیت رتکلیف برای این سمت به نظر می‌رسد «وفاداری کورکورانه» به ترامپ باشد و اشاره کردند که او برخی از نظریه‌های توطئه ترامپ در مورد تحقیقات روسیه را ترویج کرده و خواستار پیگرد قانونی دشمنان سیاسی ترامپ شده است.
چندین عضو سابق جامعه اطلاعاتی نگرانی‌هایی را مبنی بر اینکه انتصاب رتکلیف خطر سیاسی شدن کار اطلاعاتی را به همراه دارد ابراز کردند. آن‌ها ابراز نگرانی کردند که با حضور رتکلیف به عنوان اداره‌کنندۀ اطلاعات ملی، ترامپ در عمل شخصاً کنترل جامعه اطلاعاتی را بر عهده خواهد گرفت و از آن‌ها انتظار خواهد داشت که فقط آن چیزهایی را به او بگویند که او شنیدن‌شان را خوش داشته باشد. آن‌ها بر نیاز به دستگاه اطلاعاتی «رُک، صادق و دقیق حتی اگر اطلاعاتِ او ناخوشایند باشد و با تعصبات رئیس جمهور مطابقت نداشته باشد» تأکید کردند.
در 2 آگوست 2019، ترامپ در توییتی اعلام کرد که نام رتکلیف را از نامزدی کنار می‌گذارد و ادعا کرد که بررسی رسانه‌های جریان اصلی از رتکلیف (اگرچه در پیام واقعی از اصطلاح تحقیرآمیز "lamestream" برای اشاره به این رسانه‌ها استفاده کرده بود) ناعادلانه بوده و منجر به «ماه‌ها طرح افترا و تهمت» خواهد شد، در حالی که منابع کاخ سفید گفتند که ترامپ پس از دریافت بازخورد از برخی سناتورهای جمهوری‌خواه در مورد شانس رتکلیف برای تأیید نگران شده است. ترامپ همان‌روز در صحبت با خبرنگاران تأکید کرد که مطبوعات با رتکلیف ناعادلانه رفتار کرده‌اند، اما او همچنین اظهار داشت که از نحوه بررسی نامزدهایش توسط مطبوعات خوشش آمده و گفت: «شما به جای من بررسی می‌کنید».
رتکلیف در بیانیه رسمی خود مبنی بر انصراف از نامزدی گفت: «من نمی‌خواهم بحث امنیت ملی و اطلاعاتی پیرامون تأیید صلاحیت من، هر چند نادرست، به یک موضوع کاملاً سیاسی و حزبی تبدیل شود. کشوری که همه ما دوستش داریم سزاوار آن است که به عنوان یک موضوع آمریکایی با آن برخورد شود. بر این اساس، از رئیس جمهور خواسته‌ام که شخص دیگری غیر از من را برای این سمت نامزد کند».
در 28 فوریه 2020، رئیس جمهور دونالد ترامپ به طور علنی اعلام کرد که رتکلیف را به عنوان نامزد خود برای سمت اداره‌کنندۀ اطلاعات ملی در نظر گرفته است. در 29 فوریه 2020، سناتور مارک وارنر، نایب رئیس کمیته اطلاعات سنا، به ترامپ در مورد نامزدی مجدد رتکلیف هشدار داد. نامزدی رتکلیف در 3 مارس 2020 به سنای ایالات متحده ارسال شد. کمیته منتخب اطلاعات سنا در 5 مه 2020 جلسات استماعی را برگزار کرد که با نامه‌ای از جان اشکرافت، وزیر دادگستری سابق ایالات متحده، به نفع این نامزد آغاز شد. سناتور جان کورنین، رتکلیف را معرفی کرد و از نامزدی او حمایت کرد. کمیته در 19 مه 2020 به نفع این نامزد رای داد.
رتکلیف در 21 مه 2020 با 49 رای موافق در برابر 44 رای مخالف توسط سنا تأیید شد. او در 26 مه سوگند یاد کرد و به طور رسمی به عنوان اداره‌کنندۀ اطلاعات ملی ایالات متحده آمریکا منصوب شد.

### انتخابات ریاست جمهوری 2020
سی و پنج روز پیش از انتخابات نوامبر 2020، رتکلیف اطلاعات نادرست روسیه در سال 2016 را از طبقه بندی خارج کرد. این اطلاعات ادعا می کرد که هیلاری کلینتون شخصاً طرحی را برای مرتبط کردن ترامپ با ولادیمیر پوتین و هک کمیته ملی دموکرات‌ها توسط روسیه تأیید کرده است. رتکلیف این اطلاعات نادرست را در اختیار لیندسی گراهام، رئیس کمیته قضایی سنا، قرار داد که او نیز آن را به طور علنی منتشر کرد. این ادعا پیش از این توسط کمیته اطلاعات سنا، که تحت کنترل جمهوری خواهان بود، بی اساس و مردود اعلام شده بود.
رتکلیف در نامه ای به گراهام اذعان کرد که جامعه اطلاعاتی «از صحت این ادعا یا میزان اغراق یا جعل در تحلیل اطلاعاتی روسیه اطلاعی ندارد». جامعه اطلاعاتی با انتشار این اطلاعات مخالفت کرد. به گفته نیویورک تایمز، افشاگری رتکلیف «به نظر می رسید تلاشی برای کمکی سیاسی به آقای ترامپ باشد».
رتکلیف اسناد تهیه شده توسط جامعه اطلاعاتی در مورد تلاش ایران برای دخالت در انتخابات 2020  را تفسیر کرد و گفت که هدف از دخالت در انتخابات «آسیب رساندن به رئیس جمهور ترامپ» بوده است.
در نوامبر 2020، ترامپ به طور خصوصی سمت دادستان کل ایالات متحده را به رتکلیف پیشنهاد داد، اما او این پیشنهاد را رد کرد.
در 21 اکتبر، ایمیل های تهدیدآمیز برای دموکرات ها در حداقل چهار ایالت ارسال شد. در این ایمیل ها هشدار داده شده بود که «شما در روز انتخابات به ترامپ رأی خواهید داد وگرنه به سراغ شما خواهیم آمد». رتکلیف همان شب اعلام کرد که این ایمیل‌ها، با استفاده از یک آدرس جعلی، توسط ایران ارسال شده است. او افزود که هم ایران و هم روسیه به داده‌های ثبت نام رای‌دهندگان آمریکایی دسترسی پیدا کرده‌اند، احتمالاً از طریق اطلاعات در دسترس عموم، و اینکه «این داده‌ها می‌تواند توسط بازیگران خارجی برای تلاش برای انتقال اطلاعات نادرست به رای‌دهندگان ثبت نام شده مورد استفاده قرار گیرد که امیدوارند باعث سردرگمی، ایجاد هرج و مرج و تضعیف اعتماد شما به دموکراسی آمریکا شود». سخنگوی دولت ایران این ادعا را رد کرد.
رتکلیف در اعلامیه خود گفت که هدف ایران «ارعاب رای‌دهندگان، تحریک ناآرامی‌های اجتماعی و آسیب رساندن به رئیس جمهور ترامپ» بوده است و گفت دستور دادن به دموکرات‌ها برای رأی دادن به ترامپ به ترامپ آسیب می‌رساند. بعداً گزارش شد که در متن از پیش تهیه شده اظهارات رتکلیف که به تأیید سایر مقامات رسیده بود، اشاره به ترامپ وجود نداشت، بلکه او خود آن را اضافه کرده بود.

## اداره‌کنندۀ سیا
در 12 نوامبر 2024، پس از پیروزی دونالد ترامپ در انتخابات ریاست‌جمهوری ایالات متحده آمریکا (۲۰۲۴)، او طی سخنرانی در جمع هوادارانش اعلام کرد که قصد دارد جان رتکلیف را به عنوان اداره‌کننده سیا منصوب کند. این تصمیم نیز مانند تصمیم قبلی ترامپ برای انتصاب رتکلیف به سمت اداره‌کنندۀ اطلاعات ملی، با واکنش‌های متفاوتی در میان سیاستمداران و رسانه‌ها مواجه شد. بسیاری از کارشناسان مسائل امنیتی و اطلاعاتی با ابراز نگرانی از سیاسی شدن سیا و تحت‌الشعاع قرار گرفتن مأموریت‌ها و فعالیت‌های این نهاد حساس توسط ملاحظات حزبی و جناحی، نسبت به پیامدهای منفی این انتصاب برای امنیت ملی ایالات متحده هشدار دادند.

## مواضع سیاسی
رتکلیف به عنوان یکی از محافظه‌کارترین اعضای کنگره شناخته می‌شد. در سال 2016، بنیاد هریتج رتکلیف را به عنوان محافظه‌کارترین قانون‌گذار تگزاس در کنگره و دومین قانون‌گذار محافظه‌کار در کشور معرفی کرد. این امر نشان دهنده گرایش‌های سیاسی راست‌گرایانه رتکلیف و تعهد او به ارزش‌های سنتی و محافظه‌کارانه است.

### چین
رتکلیف بارها هشدار داده است که چین بزرگترین تهدید برای منافع ایالات متحده در جهان است. او خواستار سلب حق میزبانی بازی‌های المپیک زمستانی ۲۰۲۲ از چین به دلیل آنچه «ارتکاب جنایت علیه بشریت بر روی مسلمانان اویغور» می‌خواند و همچنین «سرپوش گذاری گسترده بر منشأ ویروس کووید ۱۹» و «شرایط شیوع اولیه آن» شد. این مواضع رتکلیف نشان دهنده نگرانی عمیق او از قدرت گیری چین و تأثیر منفی آن بر قدرت آمریکاست.

### مهاجرت
رتکلیف از فرمان اجرایی دونالد ترامپ، رئیس جمهور وقت ایالات متحده آمریکا، در سال 2017 برای ممنوعیت مهاجرت از هفت کشور عمدتاً مسلمان حمایت کرد و گفت: «من از اقدامات رئیس جمهور ترامپ برای افزایش نظارت‌ها بر پناهجویانی که قصد ورود به کشور ما را دارند قدردانی می‌کنم».

### محدودسازی دوره نمایندگی
رتکلیف  هنگامی  که  برای  اولین  بار  برای  کنگره  نامزد  شد،  گفت  که  محدودسازی دوره  نمایندگی محور تلاش‌های او  است.

### امنیت  سایبری
رتکلیف  در  طول صد و پانزدهمین کنگره ایالات متحده آمریکا  (2017-2019)،  زمانی  که  جمهوری‌خواهان  کنترل  مجلس  نمایندگان  را  در  دست  داشتند،  رئیس  زیرکمیته  امنیت  داخلی  مجلس  نمایندگان  در  زمینه  امنیت  سایبری  و  حفاظت  از  زیرساخت‌ها  بود. او  در  این  سمت  نقش  مهمی  در  تدوین  و  تصویب  قوانین  مربوط  به  امنیت  سایبری  و  حفاظت  از  زیرساخت‌های  حیاتی  ایالات  متحده  آمریکا  ایفا  کرد.
در  مارس  2014،  رتکلیف  نظارت  بر  جلسه  استماع  کنگره  با  عنوان  «وضعیت  فعلی  مشارکت  بخش  خصوصی  DHS  برای  امنیت  سایبری» را  بر  عهده  داشت  که  در  آن  راه‌های  بهبود  همکاری  بخش  خصوصی  و  وزارت  امنیت  داخلی  برای  جلوگیری  از  فعالیت‌های  تروریستی  مورد  بررسی  قرار  گرفت.  او  شهادت  سازمان‌های  مختلفی  از  جمله  Hitrust  Alliance،  Intel  Security  Group،  Symantec،  Palo  Alto  Networks  و  New  America's  Open  Technology  Institute  را  اخذ  کرد.
در  16  دسامبر  2016،  باراک اوباما لایحه  H.R.  5877  رتکلیف  با  عنوان  «قانون  مشارکت  تحقیقاتی  پیشرفته  ایالات  متحده  و  اسرائیل  در  سال  2016» را  به  قانون  عمومی  تبدیل  کرد.  این  قانون  به  منظور  تقویت  همکاری‌های  تحقیقاتی  و  توسعه‌ای  بین  ایالات  متحده  و  اسرائیل  در  زمینه  فناوری‌های  پیشرفته  تصویب  شد.
در  2  نوامبر  2017،  دونالد  ترامپ  لایحه  H.R.  1616  رتکلیف  با  عنوان  «قانون  تقویت  مبارزه  با  جرایم  سایبری  ایالتی  و  محلی  در  سال  2017»  را  به  قانون  عمومی  تبدیل  کرد. این  قانون  به  منظور  تقویت  توانایی‌های  ایالتی  و  محلی  در  مبارزه  با  جرایم  سایبری  و  حفاظت  از  زیرساخت‌های  حیاتی  تصویب  شد.

### بی‌طرفی اینترنت
در  دسامبر  2017،  رتکلیف  نامه‌ای  را  از  سوی  کنگره،  به  همراه  106  عضو  دیگر  کنگره، خطاب به  اجیت پای،  رئیس  کمیسیون  ارتباطات  فدرال،  امضا  کرد  و  از  طرح  پای  برای  لغو  بی‌طرفی اینترنت حمایت  کرد.

## زندگی شخصی
رتکلیف  و  همسرش،  میشل،  به  همراه  دو  دخترشان  در  شهر  هیث،  تگزاس  زندگی  می‌کنند. رتکلیف  پیرو  مذهب  کاتولیک  است.